# Lande- und Übersetzbataillon
Ein Lande- und Übersetzbataillon (LÜB) war eine Bezeichnung für eine militärische Einheit der Nationalen Volksarmee (NVA).
Die LÜBs waren für das schnelle Übersetzen von Panzer- und Artillerieeinheiten zuständig. Dies geschah mit sowjetischen Kettenfahrzeugen vom Typ PTS, PTS-M und Panzerübersetzfähren GSP. Letztere bildeten mit je zwei Kettenfahrzeugen, die im Wasser zusammengekoppelt waren, eine Panzerfähre. Auf den PTS-Fähren wurden LKWs mit Munition und auf den dahinter gekoppelten Schwimmanhängern PKP die Geschütze, Haubitzen, Granatwerfer transportiert. Mit dieser Technik war ein sehr schnelles Überwinden von großen Wasserhindernissen möglich.
Die DDR war in zwei Militärbezirke aufgeteilt (MB III und MB V), die im Mobilisierungsfall je fünf Divisionen und Korpseinheiten aufgestellt hätten. Im nördlichen Militärbezirk V wurde im November 1973 in Havelberg an der Mündung der Havel in die Elbe das LÜB-5 aufgestellt, das direkt dem Militärbezirk unterstellt war. Im Dezember 1981 ging das Bataillon in das am gleichen Standort stationierte Ponton-Regiment 5 ein.
Bei den Panzerdivisionen gab es Pionierbataillone mit einer Landeübersetzkompanie, LÜK genannt. Diese war eine Spezialtruppe der NVA (Pioniertruppe), sie sollte im Einsatzfall dem Oberbefehlshaber der Armee/Front oder dem Oberkommando unterstellt werden. Die Kompanie, die überwiegend aus Unteroffizieren bestand, war an Übersetztechnik ausgebildet, konnte Minenfelder legen, Gassen in diese  sprengen und  Mienen aufnehmen/entschärfen. Es waren Sprengtechniker, mit dieser Ausbildung konnte die LüK Brückenköpfe am verminten gegnerischen Ufer einrichten. 420 Mot-Schützen oder sechs Lkw Ural-375 mit Geschützen (PaK) und vier Panzer konnten bei jeder Wasserpassage übergesetzt werden. Die Ausrüstung bestand in K61, sechs PTS-M Kfz-Fähren mit PKP, vier GSP Panzerübersetzfähren, ein SPW als Führungsfahrzeug und ein Robur LO mit Feldküche. Die Regelwaffe der Kompanie war die MPi Kalaschnikow mit Seitengewehr, die Offiziere und Unteroffiziere waren zusätzlich mit der Pistole Makarow bewaffnet.

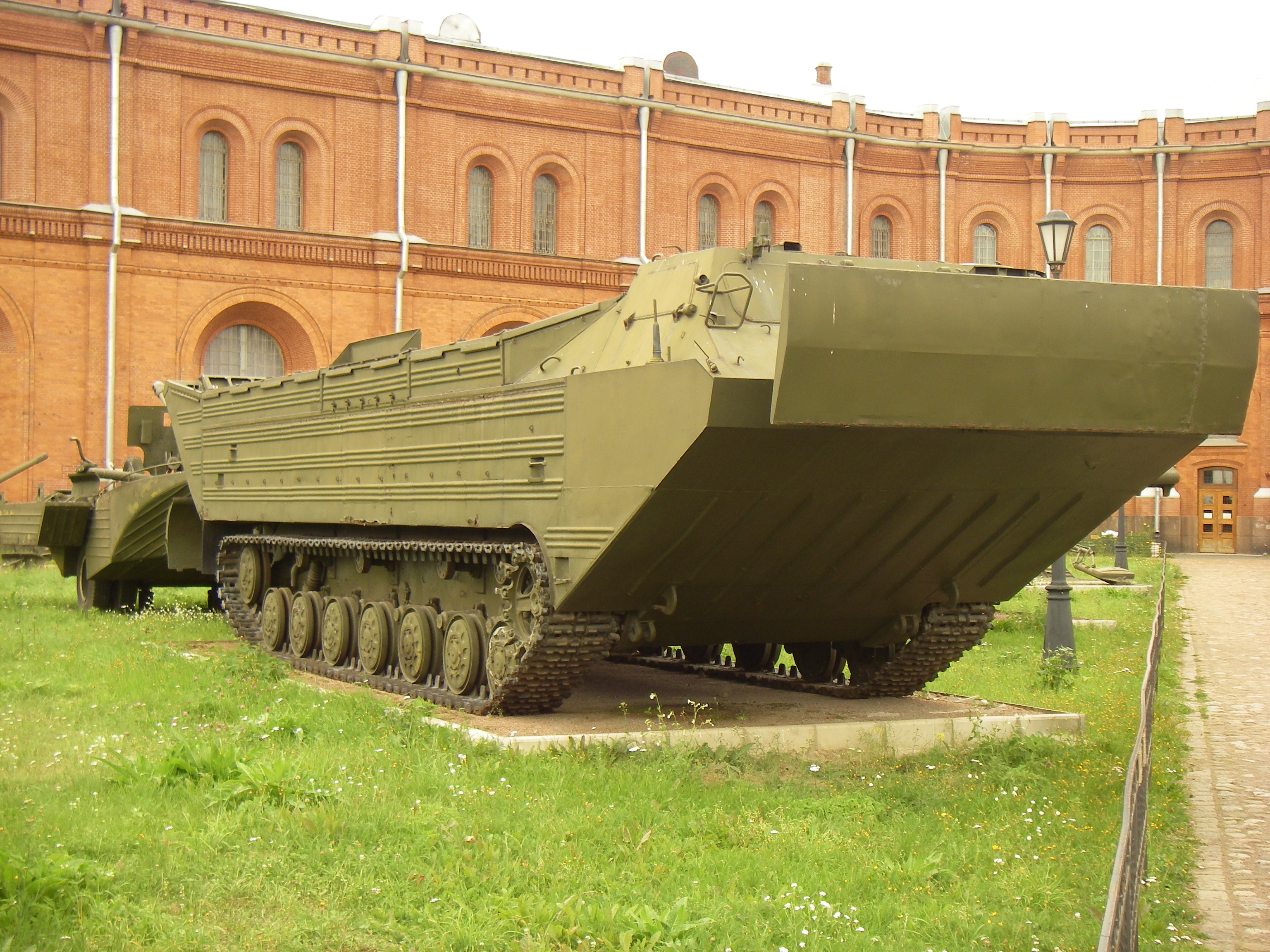
Amphibische Kfz-Fähre PTS
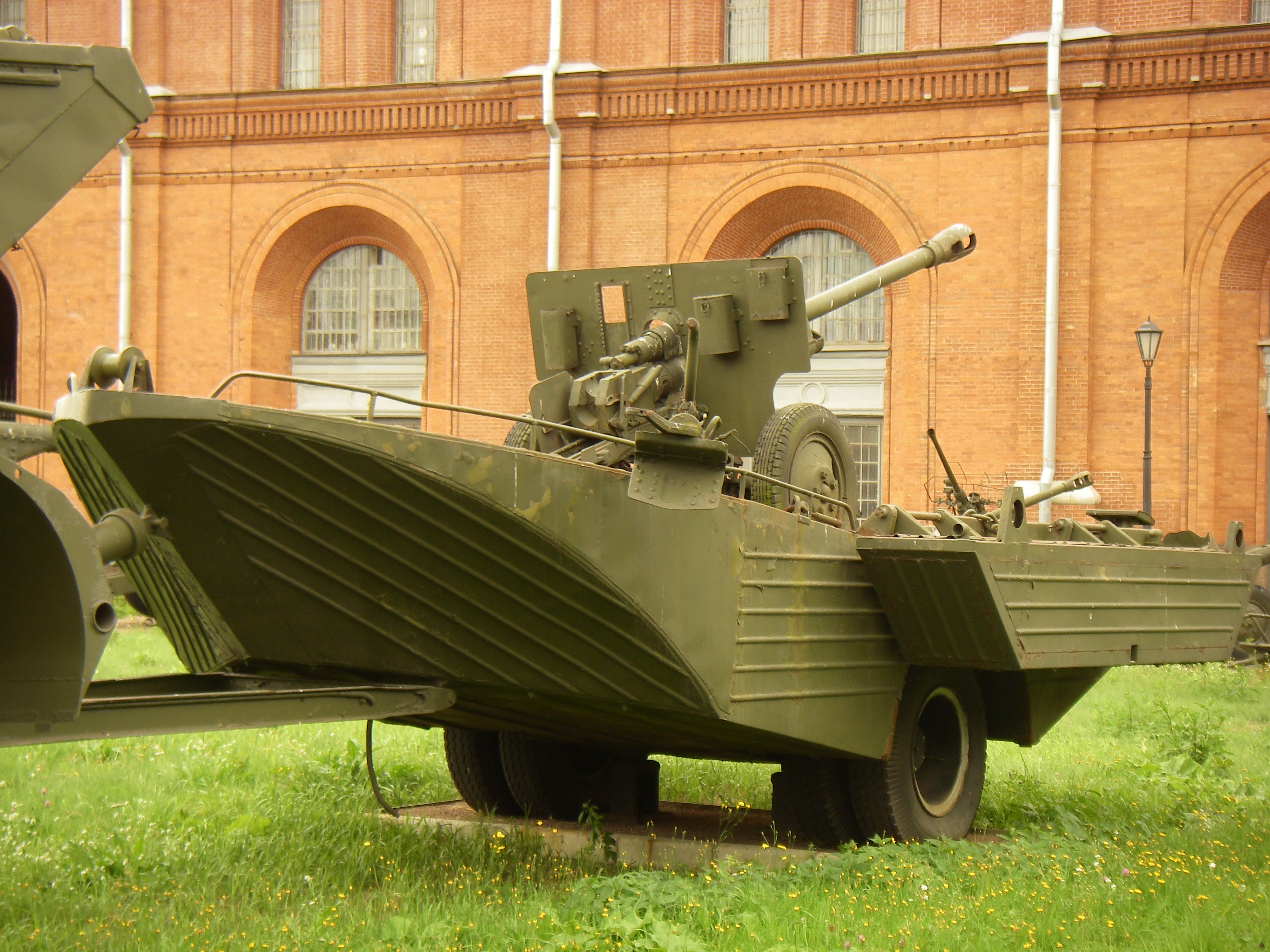
Amphibischer Anhänger PKP der PTS-M
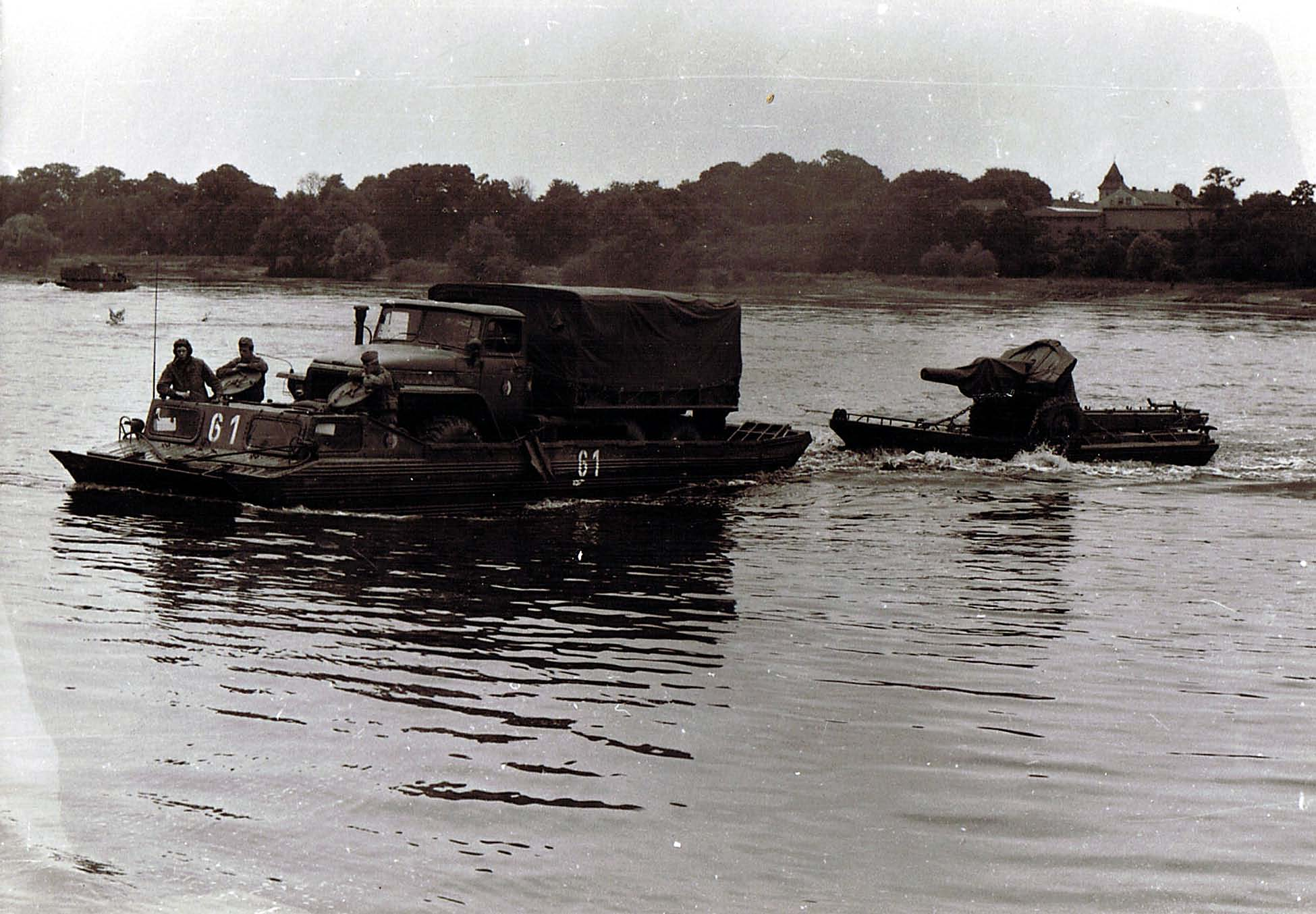
PTS-M mit Lkw (Ural) mit angehängten PKP mit Geschütz, 1975 bei Storkau – Elbe
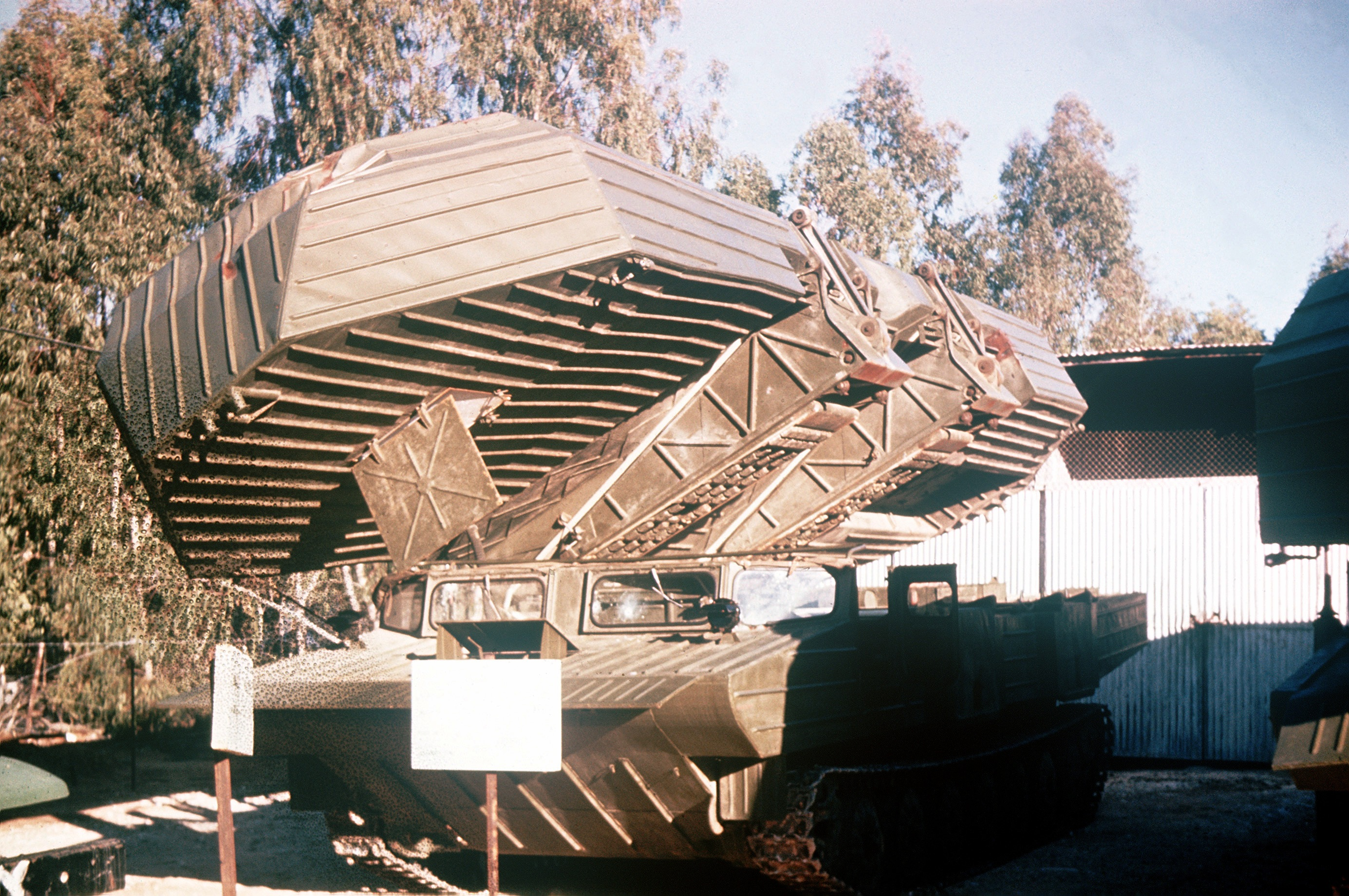
Panzerfähre GSP beim abklappen des Pontons mit den innenliegenden Rampen
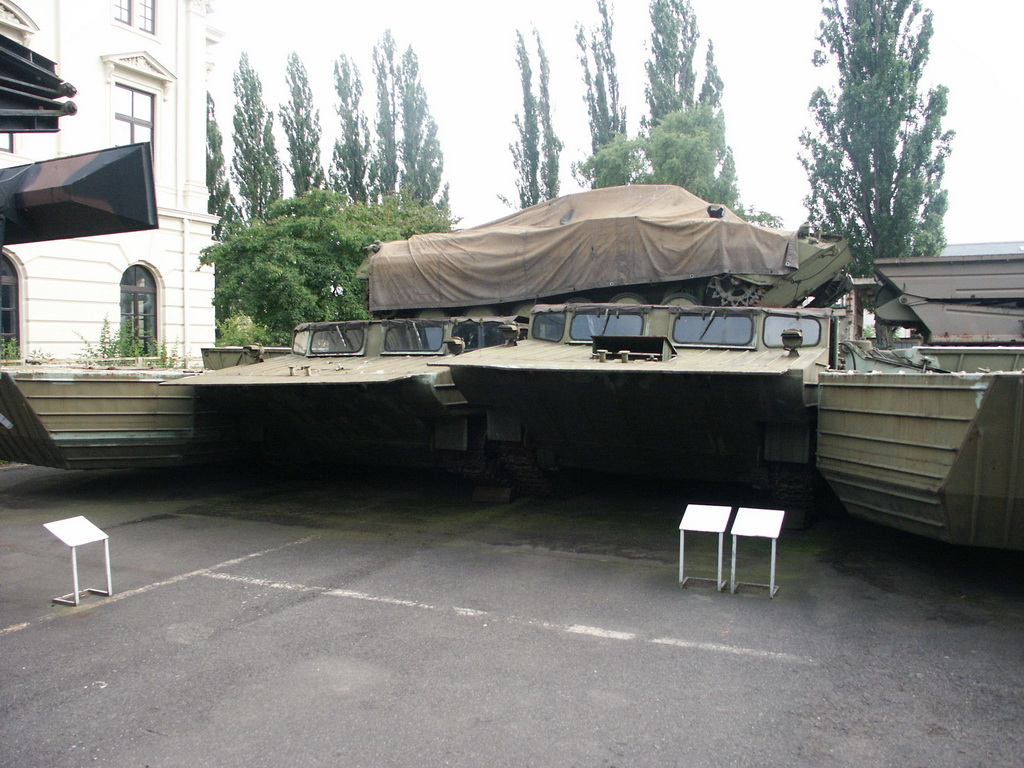
Gekoppelte Panzerfähre GSP mit Ladung
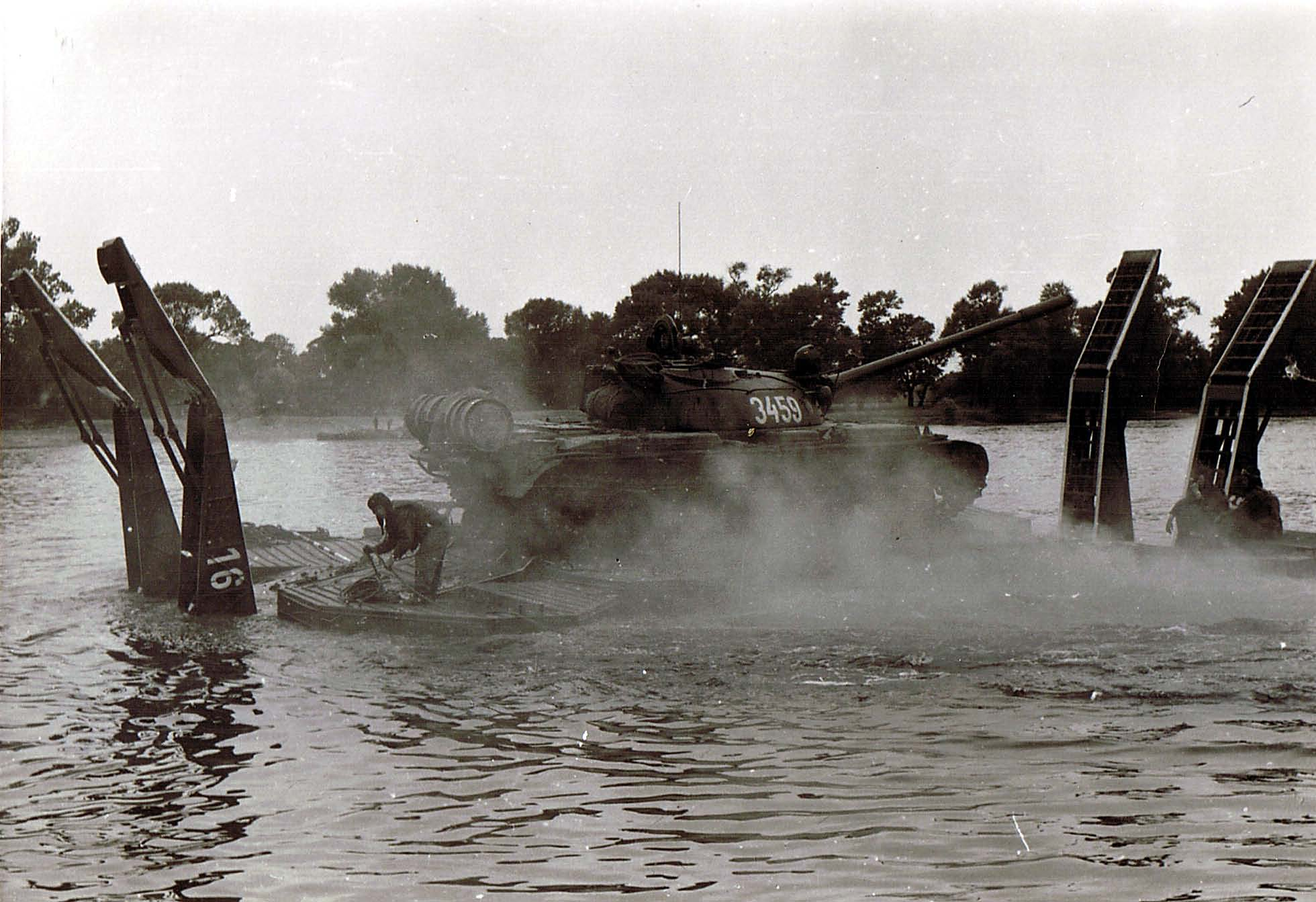
GSP mit Panzerladung und aufgestellten Laderampen, 1975 bei Storkau – Elbe